# Lissocreagris subatlantica
Lissocreagris subatlantica es una especie de arácnido del orden Pseudoscorpionida de la familia Neobisiidae.

## Distribución geográfica
Se encuentra en Alabama y Georgia (Estados Unidos).